# TobyMac
Kevin Michael McKeehan, conosciuto come TobyMac (Fairfax, 22 ottobre 1964), è un cantautore, rapper e produttore discografico statunitense.

## Biografia
Nato a Fairfax (Virginia) nel 1964, è un esponente del christian hip hop.
Si è fatto conoscere come membro del trio vocale DC Talk, nel quale ha militato dal 1987 al 2000 e con cui ha pubblicato cinque album in studio.
In seguito ha intrapreso la carriera solista incidendo il primo album Momentum nel 2001.
Con Eye on It (2012) è diventato il terzo artista di musica cristiana a debuttare al primo posto della classifica Billboard 200.
Ha venduto oltre 10 milioni di copie dei suoi album solista. Tra i suoi brani più conosciuti vi sono Made to Love, Lose My Soul, City on Our Knees, Get Back Up e Me Without You
Ha vinto ai Grammy Awards 2009 il premio nella categoria "Best Rock or Rap Gospel Album" e ai Grammy Awards 2013 quello come "Best Contemporary Christian Music Album".
Si è aggiudicato anche diversi GMA Awards e un American Music Award.

## Discografia
Album in studio
- 2001 - Momentum
- 2004 - Welcome to Diverse City
- 2007 - Portable Sounds
- 2010 - Tonight
- 2011 - Christmas in Diverse City
- 2012 - Eye on It
- 2015 - This Is Not a Test
- 2018 - The Elements